# Црква Светог Јована Претече у Самодрежи
Црква Светог Јована Претече у Самодрежи, шест километара источно од Вучитрна, посвећена је Усековању главе светог Јована Крститеља. Према народном предању, у њој је причешћена војска кнеза Лазара, пред бој на Косову 1389. године и у којој је после,сахрањен велики српски јунак Милош Обилић.

## Историјат цркве
Кроз своју дугу историју пуно пута је скрнављена и рушена, да би свој данашњи изглед добила 1932. године. Пречишћених форми и јасних линија, са скоро потпуним одсуством декорације, изведена је од белих мермерних тесаника, према заједничком пројекту архитеката Петра Поповића и Александра Дерока. Током радова на обнови цркве, код цркве су пронађени костури за које се сматра да су припадали страдалима у Косовском боју, због чега су оне смештене у три костурнице које су подигнуте уз цркву

## Напади албанских екстремиста
Приликом изградње сеоске школе, крајем седме деценије 20. века, локални Албанци су костурнице користили за гашење креча. Сама црква се 1981. године, нашла на удару албанских екстремиста, који су је оскрнавили и оштетили њене фреске.

## Разарање цркве 1999. године
После окончања НАТО агресије на СРЈ, повлачења југословенских снага безбедности и доласка француских снага КФОРа у тај део јужне српске покрајине, црква Самодрежа је крајем јуна 1999. године демолирана и запаљена изнутра, од стране албанских екстремиста. Један од тада направљених графита имао је исцртано срце, унутар кога су били натписи: НАТО, ОВК и Француска. Самодрежа се и током Мартовског погрома над Србима 2004. године, нашла на удару албанских екстремиста, а данас је претворена у јавну депонију и нужник, за људе и стоку.

## Црква данас
Данас се црква Светог Јована Претече у селу Самодрежи налази у јако тешком материјалном стању. Кров јој је уништен, над олтарском апсидом је пробијена велика рупа, стакла на прозорима и врата су поломљени, звоник и зид око цркве су порушени (само звоно је сачувано и налази се у Звечану), њена унутрашњост је претворена у јавну депонију и нужник, за људе и стоку.